# Edvaldo Nogueira

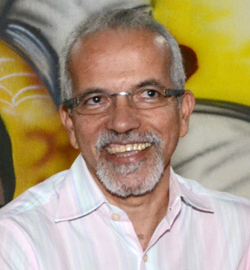

Edvaldo Nogueira (Pão de Açúcar, estado de Alagoas 25 de enero de 1961) es un político brasileño, actual alcalde de Aracaju.
Afiliado al Partido Comunista de Brasil, fue teniente de alcalde de Aracaju en 2000, en la alcaldía encabezada por Marcelo Déda. En 2004 fue reelegido en el cargo. Tras la renuncia de Marcelo Déda, para disputar el gobierno del estado de Alagoas, se convirtió en el alcalde. En 2008 fue reelegido alcalde, teniendo como teniente de alcalde al entonces presidente de la Empresa Municipal de Urbanización (EMURB), Silvio Santos del PT.
Estudió Medicina en la Universidad Federal de Sergipe hasta el quinto curso, trabajó en el hospital Cirugía, y fue miembro del equipo de cirugía cardiovascular del doctor José Teles de Mendonça.
Ha sido dos veces concejal, ha presidido la comisión de Finanzas, y ha participado en la comisión de Constitución y Justicia del ayuntamiento de Aracaju. 
| Predecesor: Marcelo Déda | Alcalde de Aracaju 2006 — Actualmente | Sucesor: — En el cargo |